# Erik Flügel
Erik Horst Wolfgang Flügel (* 6. April 1934 in Fürstenfeld, Steiermark; † 14. April 2004 in Erlangen) war ein österreichischer Paläontologe und Geologe. Er war ein Pionier der Mikrofaziesanalyse.
Sein botanisches Autorenkürzel lautet „E.Flügel“.

## Leben
Erik Flügel, Sohn von Maria Flügel, geborene Schreiner, und des Studienrats Alois Flügel, ging in Graz zur Schule und studierte Geologie, Mineralogie und Paläontologie an der Universität Marburg und der Universität Graz, wo er 1957 mit der Dissertation Revision der Hydrozoen des Grazer Devons zum Dr. phil. promoviert wurde. Ab 1958 war er Kustos am Naturhistorischen Museum Wien. Er habilitierte sich 1962 an der Universität Wien mit dem Thema Untersuchungen über den Fossilinhalt und die Mikrofazies der obertriadischen Riffkalke in den Nordalpen und begann dort im selben Jahr seine Lehrtätigkeit. 1963 wurde er Wissenschaftlicher Rat und 1965 Professor an der TH Darmstadt. Ab 1972 war er ordentlicher Professor für Paläontologie an der Universität Erlangen. 1974/75 war er dort Dekan des Bereichs Geowissenschaften. 1999 wurde er emeritiert.
Er befasste sich mit Evolution von Riffen und der Paläontologie und Paläoökologie der Riff-Lebewesen und der Faziesanalyse von Kalkgesteinen. In seiner Habilitation legte er die erste gründliche Mikrofaziesanalyse im deutschsprachigen Raum vor, ausgeführt in den Schichten eines Riffs der Trias in den nördlichen Kalkalpen (bei Gusswerk in der Steiermark). Dabei werden die Schichten anhand der Fossilien und Sedimentmerkmale unter dem Mikroskop in Dünnschliffen untersucht und charakterisiert. Er befasste sich mit der Systematik von Hydrozoen und konnte durch Einsatz des Elektronenmikroskops (sein Institut in Erlangen hatte die ersten Rasterelektronenmikroskope für Paläontologie in Deutschland) nachweisen, dass Solnhofener Plattenkalke überwiegend aus den Skeletten von einzelligen Kalkalgen (Coccolithophoriden) aufgebaut sind. Mit Hilfe der Elektronenmikroskope erweiterte er die Mikrofaziesanalyse zur Ultrafaziesanalyse und führte darin auch geochemische Untersuchungsmethoden ein zum Beispiel für die Paläoklimatologie. Am Ende seiner Forschungskarriere wandte er sich der Archäometrie von Keramiken zu, wobei er mit seinem Sohn Christof Flügel, einem Archäologen, zusammenarbeitete.
Er war 1992 bis 1998 Mitglied des Senats der Deutschen Forschungsgemeinschaft (DFG) und Mitglied der Geo-Kommission. 1990 bis 1996 leitete er das DFG-Schwerpunktprogramm Globale und regionale Steuerungsprozesse biogener Sedimente: Riff-Evolution und Kreide-Sedimentation. 1995 bis 1999 war er im Wissenschaftlichen Beirat des Alfred Wegener Instituts und ab 1996 in dem des Forschungsinstituts Senckenberg.
Erik Flügel war evangelisch und hatte 1962 Erentraud Kahler geheiratet. Seine Frau, mit der er die drei Kinder Ursula, Christof und Gerald hatte, hatte in Mineralogie promoviert. Mit ihr veröffentlichte er auch und beide gaben 1979 bis 2003 die Zeitschrift Facies heraus.
Er war der Bruder von Helmut W. Flügel, gleichfalls Geologe und Paläontologe.

## Anerkennungen
- 1962 Erzherzog-Johann-Forschungspreis des Landes Steiermark
- 1985 Hans-Stille-Medaille
- 1998 Ehrendoktor der FU Berlin
- 2000 Gustav-Steinmann-Medaille
- 1998 wurde er Ehrendoktor der FU Berlin
- 1992 wurde er korrespondierendes Mitglied der Österreichischen Akademie der Wissenschaften. 2000 wurde er Ehrenmitglied der Paläontologischen Gesellschaft und 2002 der Geological Society of America.

## Schriften
- Neue Graptoliten aus dem Gotlandium der Karnischen Alpen. In: Carinthia II. Band 143, Nr. 63, 1953, S. 22–26 (zobodat.at [PDF; 521 kB]).
- Revision der devonischen Hydrozoen der Karnischen Alpen. In: Carinthia II. Band 146, Nr. 66, 1956, S. 41–60 (zobodat.at [PDF; 2,9 MB]).
- Eine mitteldevonische Korallen-Stromatoporen-Fauna vom Plöcken-Paß (Kleiner Pal-Westflanke, Karnische Alpen). In: Carinthia II.Band 148, Nr. 68, 1958, S. 41–60 (zobodat.at [PDF; 849 kB]).
- Die paläozoischen Stromatoporen-Faunen der Ostalpen: Verbreitung und Stratigraphie. In: Jahrbuch der Kaiserlich-Königlichen Geologischen Reichsanstalt. Band 101, 1958, S. 167–186 (zobodat.at [PDF; 1,3 MB]).
- Die Gattung Actinostroma Nicholson und ihre Arten (Stromatoporoidea). In: Annalen des Naturhistorischen Museums in Wien. Band 63, 1959, S. 90–273 (zobodat.at [PDF; 17,2 MB]).
- mit Walter Gräf: Ein neuer Fund von Asterocalamites scrobiculatus (Schloth.) Zeiller im Hochwipfelkarbon der Karnischen Alpen. In: Carinthia II. Band 149, Nr. 69, 1959, S. 41–42 (zobodat.at [PDF; 329 kB]).
- Verzeichnis der in der Geol.-Palaeontol. Abteilung des Naturhistorischen Museums Wien, Austria, aufbewahrten Typen und Abbildungsoriginale aus den Aufsammlungen der Novara-Expedition. In: New Zealand J. Geol. Geophys. 2, 1960, S. 826–845.
- Typen-Katalog. Verzeichnis der in der Geologisch-Paläontologischen Abteilung des Naturhistorischen Museums in Wien aufbewahrten Typen sowie der Abbildungsoriginale. I. Invertebrata: I. Protozoa. 2. Coelenterata. In: Annalen des Naturhistorischen Museums in Wien. Band 64, 1961, S. 65–104 (zobodat.at [PDF; 3,6 MB]).
- Vorläufiger Bericht über den Fossilinhalt der Sauwand (Ober-Trias) bei Gußwerk (Steiermark). In: Mitteilungen des naturwissenschaftlichen Vereins für Steiermark. Band 91, 1961, S. 31–36 (zobodat.at [PDF; 684 kB]).
- Beiträge zur Paläontologie der nordalpinen Riffe. Neue Spongien und Algen aus den Zlambach-Schichten (Rhät) des westlichen Gosaukammes, Oberösterreich. In: Annalen des Naturhistorischen Museums in Wien. Band 65, 1962, S. 51–56 (zobodat.at [PDF; 2,6 MB]).
- Zur Mikrofazies der alpinen Trias. In: Jahrbuch der Kaiserlich-Königlichen Geologischen Reichsanstalt. Band 106, 1963, S. 205–228 (zobodat.at [PDF; 2,3 MB]).
- mit Heinz Albert Kollmann: Die paläozoischen Meere der Ostalpen. In: Veröffentlichungen aus dem (des) Naturhistorischen Museum(s).  Neue Folge, Band 5, 1964, S. 148–156 (zobodat.at [PDF; 5 MB]).
- Algen aus dem Perm der Karnischen Alpen. In: Carinthia II. Sonderheft 25, 1966, S. 1–76.
- mit Kahler: Stromatoporoidea. 1968.
- Bericht über fazielle und stratigraphische Untersuchungen im Perm der Karnischen Alpen. In: Carinthia II. Band 158, Nr. 78, 1968, S. 38–65 (zobodat.at [PDF; 2,2 MB]).
- Hydrozoen mit circumlamellarer Mikrostruktur aus den Gosau-Schichten (Senon) des Gosau-Beckens (Oberösterreich/Salzburg). In: Verh. Geol. Bundesanst. 1969, Nr. 2, S. 126–132.
- Palökologische Interpretation des Zottachkopfprofiles mit Hilfe von Kleinforaminiferen. In: Carinthia II. 28, 1971, S. 61–96.
- mit Heinz Meixner: Pyritisierte Spongien-Nadeln und Radiolarien aus Oberalmer-Kalken (Malm) des Weißenbachtales SW Strobl/Wolfgangsee (Salzburg). In: F. Bachmayer, H. Zapfe (Hrsg.): Annalen des Naturhistorischen Museums in Wien. Ehrenberg-Festschrift, Öst. Paläontol. Ges., Wien 1972, S. 187–194 (zobodat.at [PDF]).
- Forschungsergebnisse im ost- und südalpinen Perm – Fazies-Interpretation der unterpermischen Sedimente in den Karnischen Alpen. In: Carinthia II. Band 164, Nr. 84, 1974, S. 43–61 (zobodat.at [PDF; 1,4 MB]).
- mit Friedrich Kahler: Forschungsergebnisse im ost- und südalpinen Perm – Vorwort. In: Carinthia II. Band 164, Nr. 84, 1974, S. 7–8 (zobodat.at [PDF; 256 kB]).
- mit Richard Lein und Baba Senowbari-Daryan: Kalkschwämme, Hydrozoen, Algen und Mikroproblematika aus den Cidarisschichten (Karn, Ober-Trias) der Mürztaler Alpen (Steiermark) und des Gosaukammes (Oberösterreich). In: Mitt. Ges. Geol. Bergbaustud. Österr. Band 25, 1978, S. 153–195.
- Mikrofazielle Untersuchungsmethodik von Kalken. 1978.
- Die Mikrofacies der Kalke in den Trogkofel-Schichten der Karnischen Alpen. In: Studi trent. Sci. nat. Sonderheft 36, 1980, S. 51–99.
- mit W. Buggisch: Die Trogkofel-Schichten der Karnischen Alpen. Verbreitung, geologische Situation und Geländebefund. In: Studi trent. Sci. nat. Sonderheft 36, 1980, S. 13–50.
- mit Wolf-Christian Dullo, Richard Lein, Peter Riedl und Baba Senowbari-Daryan: Algen, Kalkschwämme und Mikroproblematika aus unterkarnischen Riffkalken des Bosruck-Gipfels (Nördliche Kalkalpen, Österreich). In: Jahrbuch der Kaiserlich-Königlichen Geologischen Reichsanstalt. Band 129, 1986, S. 525 (zobodat.at [PDF; 2,4 MB]).
- „Algen/Zement“-Riffe. In: Archiv Lagerstättenforsch. Geol. Bundesanstalt. 10, 1989, S. 125–131 (zobodat.at [PDF; 923 kB]).
- Typen und wirtschaftliche Bedeutung von Riffkalken. In: Archiv Lagerstättenforsch. Geol. Bundesanstalt. 10, 1989, S. 25–32 (zobodat.at [PDF; 939 kB]).
- „Einschnitte“ in der Entwicklung permischer Kalkalgen. In: Mitteilungen des naturwissenschaftlichen Vereins für Steiermark. Band 120, 1990, S. 99–124 (zobodat.at [PDF]).
- mit Felicitas Velledits, Baba Senobari-Daryan und Peter Riedel: Rifforganismen aus „Wettersteinkaiken“ (Karn?) des Bükk-Gebirges, Ungarn. In: Geol.-Paläontol. Mitt. Innsbruck. Band 18, 1991, S. 35–62 (zobodat.at [PDF; 4 MB]).
- mit Hans Hagdorn: Dasycladaceen aus dem Oberen Muschelkalk (Mitteltrias) des Hohenloher Landes, Süddeutschland. In: Zitteliana. Band 20, München 1993, S. 93–103.
- mit Baba Senobari-Daryan: Nachweis einiger Riff-Foraminiferen und Problematika in den norischen Dachsteinkalken des Gosaukammes (Österreich). In: Jahrbuch der Kaiserlich-Königlichen Geologischen Reichsanstalt. Band 139, 1996, S. 247–271 (zobodat.at [PDF; 1,4 MB]).
- mit Erentraud Flügel: Die Kalkalge Anthracoporella spectabilis PIA aus dem Oberkarbon der Karnischen Alpen: Ein Vergleich mit rezenten dasycladalen Grünalgen. In: Mitteilungen der Abteilung Geologie Palaeontologie und Bergbau am Joanneum. Sonderheft 2, 1998, S. 175–197 (zobodat.at [PDF]).
- Microfacies of carbonate rocks. Analysis, Interpretation and Application. Springer, 2004; 2. Auflage 2010.
- Microfacies analysis of limestones. Springer, 1982.
- Mikrofazielle Untersuchungsmethoden von Kalken. Springer, 1978.
- als Hrsg.: Fossil Algae. Recent Results and Developments. Springer, 1977.
- als Hrsg. mit W. Kiessling und J. Golonka: Phanerozoic reef patterns. In: SEPM Special Publ. Band 72, Tulsa 2002.